# Rauner- und Haarbachtal
Das Naturschutzgebiet Rauner- und Haarbachtal liegt im Vogtlandkreis in Sachsen. Es erstreckt sich östlich von Bad Elster und nördlich von Bad Brambach entlang des Rauner Bachs, eines rechten Nebenflusses der Weißen Elster, und des Haarbachs, eines rechten Nebenflusses des Rauner Bachs. Durch den westlichen Teil des Gebietes verläuft die B 92, westlich und östlich verläuft die Staatsgrenze zu Tschechien.

## Bedeutung
Das etwa 260 ha große Gebiet mit der NSG-Nr. C 90 wurde im Jahr 2007 unter Naturschutz gestellt.